# Livre des métiers
 (août 2025).
Motif : La source principale est le texte primaire sans sources historiques récentes.
 (août 2025).
Le Livre des métiers, rédigé sous le règne de Louis IX vers 1268 par Étienne Boileau, prévôt de Paris, est le premier grand recueil de règlements sur les métiers parisiens.

## La rédaction duLivre des métiers
Étienne Boileau est nommé par le roi de France Louis IX, Prévôt de Paris en 1261. Chargé de la juridiction des métiers, il se heurte à la difficulté de trancher les litiges en l’absence de textes écrits, les règlements de métiers n’étant connus pour la plupart que par des traditions orales transmises de père en fils et de maître en maître. Il invite donc chaque communauté de métiers à rédiger ses statuts et décide, après les avoir homologués, de les réunir en un seul recueil . Ce recueil, dont le titre  exact est Les Établissements des Métiers de Paris, est connu sous le nom de Livre des Métiers. Il est communément daté de l’année 1268, bien que son élaboration ait probablement nécessité plusieurs années. 
Deux parties composent le Livre des Métiers. La première (101 titres) présente le statut des communautés, la seconde (31 titres) traite des impôts, droits et redevances dus par les métiers. Une troisième partie, consacrée aux justices  et juridictions, n'a jamais été rédigée (ou a été perdue).
Le Livre des Métiers a été publié en 1879 par René de Lespinasse et François Bonnardot : le texte de cette édition est établi à partir du manuscrit dit « de la Sorbonne », copie du manuscrit original perdu dans l’incendie de la Cour des Comptes en 1737. Il est présenté dans la langue du XIIIe siècle (285 pages). Une longue introduction des auteurs (153 pages, paginées en chiffres romains) le précède.
On peut aussi consulter l'édition du Livre des Métiers due à Georges-Bernard Depping, qui date de 1837, dans la Collection des  Documents inédits sur l'histoire de France.

## Les métiers de Paris auXIIIesiècle
Le Livre des Métiers ne recense pas tous les métiers de Paris au XIIIe siècle : l'absence la plus notable étant celle de la puissante corporation des bouchers. Les communautés de métiers ont des règles coutumières et orales antérieures au recensement d'Étienne Boileau. Une partie des métiers ont eu des réglementations écrites postérieures au Livre des métiers et d'autres ne furent jamais mises par écrit.
Il constitue le premier document de référence pour la connaissance des métiers de Paris sous l’Ancien Régime, qu'enrichiront ensuite les ordonnances royales et les registres fiscaux : registres de la taille de 1292 et de 1313, Grande Ordonnance de 1350, Ordonnance des bannières de 1467, Edit royal de mars 1673 dû à Colbert, Edit royal de mars 1691, jusqu'à l'Édit de Turgot de février 1776.

### Alimentation

#### Farines
Talemeliers
Le titre I du Livre des Métiers nomme talemeliers les boulangers. Dans chaque boutique, il y avait un maître valet, appelé joindre ou jindre, et des aides ou valets appelés vanneurs, bluteurs, pétrisseurs. Les talemeliers de Paris vendaient leur pain près du cimetière des Innocents, dans une halle particulière. Ils n’avaient pas le droit de cuire les jours de fête, mais ils pouvaient vendre ces jours-là leur pain de rebut (durci, brûlé, trop levé…) sur un marché ouvert entre le parvis de Notre-Dame et l’église Saint-Christophe.
Meuniers du Grand-Pont
De nombreux moulins à  vent et à eau existaient à Paris. Le titre II ne parle que des meuniers du Grand-Pont, dont les moulins se situaient sous les arches du pont qui reliait le Châtelet au Palais (l’actuel Pont au Change). 
Blaetiers
Le titre III désigne comme "blaetiers" les marchands de grains au détail.
Mesureurs de blé
Le titre IV traite des mesureurs de blé, dont le rôle était de servir de garant, intermédiaire entre l’acheteur et le vendeur, pour la quantité, la qualité et le prix.

#### Boissons
Crieurs de vin
Le titre V est consacré aux crieurs de vins, dont la fonction consistait à annoncer dans la ville le prix du vin consommé dans les tavernes, après s’être assurés de la stricte exécution des règlements sur les prix et les mesures.
Jaugeurs
Les jaugeurs (titre VI) servaient de garants, intermédiaires entre l’acheteur et le vendeur, pour la quantité, la qualité et le prix des marchandises vendues en tonneaux.
Taverniers
Les taverniers (titre VII) vendaient le vin à leur comptoir et à domicile.
Cervoisiers
Les cervoisiers (titre VIII) fabriquaient et vendaient la cervoise, boisson proche de la bière (mais qui ne contenait pas de houblon).

#### Epiceries et vivres en général
Regratiers de pain, de sel, de poisson de mer et de toutes autres denrées
Regratiers qui vendent fruits et aigrun à Paris
Les regrattiers (titres IX et X) étaient de petits commerçants qui assuraient la vente, au jour le jour, en petites quantités, de produits surtout alimentaires, pain, sel, poisson de mer et toutes les denrées vendues à la livre : fruits (pommes, raisins, dattes, figues...) ; herbes potagères (ail, oignon, échalotes) désignées sous le nom d'aigrun ; épices (poivre, cumin, cannelle, réglisse...).
Huiliers
Les huiliers (titre LXIII) fabriquaient et vendaient l'huile d'olive, d'amande, de noix, de chènevis et de pavot.
Cuiseniers 
Les cuisiniers (titre LXIX) préparaient et vendaient des viandes bouillies ou rôties : oies, bœuf, mouton, veau, agneau, chevreau, porc.
Poulailliers
Les poulailliers (titre LXX) préparaient et vendaient des volailles. Ils ne pouvaient vendre en dehors des marchés de la porte Saint-Denis et de la rue Notre-Dame. Le samedi, le lieu de vente était au marché des Halles en Champeaux.
Pescheurs de l'eaue le Roy
Les pêcheurs de l'eau du roi (titre XCIX) avaient le droit de pêche dans la partie des rivières de Seine et de Marne qui appartenait au roi, depuis la pointe orientale de l'île Notre-Dame jusqu'à Saint-Maur-des-Fossés. Ils pêchaient des brochets, anguilles, carpes... 
Poissonniers de eaue douce
Les poissonniers d'eau douce (titre C) vendaient les poissons pêchés en rivière, qu'ils avaient le droit d'acheter dans un rayon de deux lieux autour de Paris. Un seul lieu était autorisé pour la vente, situé à côté du Grand-Pont, appelé les pierres aux poissonniers.
Poissonniers de mer
Les poissonniers de mer (titre CI) vendaient le poisson venant de la marée, frais ou salé. La vente se faisait aux Halles en Champeaux.

### Orfèvrerie, joaillerie, sculpture
Orfèvres
Les orfèvres (titre XI) travaillaient les métaux précieux : or et argent.
Patenostriers d’os et de cor
Patenostriers de corail et de coquille
Patenostriers d’ambre et de gest
Les patenôtriers fabriquaient des patenôtres : toute espèce de grains enfilés, en particulier des chapelets. Ils pouvaient travailler l'os et la corne (titre XXVII), le corail et les coquilles de nacre (titre XXVIII) ou l'ambre et le jais (titre XXIX).
Cristaliers et perriers de pierres natureus
Les cristalliers (titre XXX) taillaient les pierres précieuses (cristal de roche, améthyste, agathe, émeraude, rubis...) pour en faire des objets ou pour les enchâsser dans les montures d'or fabriquées par les orfèvres.  
Bateurs d'or et d'argent à filer
Bateurs d’or et d'argent en feuilles
Les batteurs d'or et d'argent à filer (titre XXXI), après avoir battu le métal, l'étiraient et le découpaient en fil, à l'usage des étoffes et des broderies d'or. Les batteurs d'or et d'argent en feuilles (titre XXIII) réduisaient le métal battu en lames ou en feuilles, en vue de l'ornement de meubles ou d'objets.
Ymagiers tailleurs de Paris et de ceus qui taillent cruchefis a Paris
Le titre LXI est consacré aux tailleurs et sculpteurs de statues, statuettes, crucifix... Les matériaux travaillés étaient le bois, l'os, la corne ou l'ivoire.
Paintres et tailleurs d'ymages
Les imagiers-peintres (titre LXII) recouvraient les statues d'or ou de couleurs.
Barilliers
Les barilliers (titre XLVI) fabriquaient des barils, objets de luxe de petite taille destinés à contenir des eaux de senteur, des liqueurs... Ils travaillaient le chêne, le poirier, l'alisier, l'érable, le brésil, le tamaris... Les barils étaient souvent cerclés de métal, et parfois ornés de pierreries.

### Métaux

#### Ouvriers en fer
Fevres, marissaus, veilliers, greifiers, heaumiers
Le titre XV traite des fèvres, ouvriers travaillant le fer. Il distingue les maréchaux (ferrant les chevaux), les vrilliers (fabricants de vrilles), les greffiers (fabricants de crochets), les heaumiers (fabricant la partie des armures qui protégeait la tête) et les "grossiers" (ouvriers employés aux gros ouvrages).
Fevres Couteliers
Les fèvres-couteliers (titre XVI) fabriquaient les lames de couteaux.
Serreuriers
Les serruriers en fer (titre XVIII) fabriquaient des serrures.

#### Ouvriers en métaux divers
Couteliers feseeurs de manches
Les couteliers de manches (titre XVII) fabriquaient les manches des couteaux et y inséraient les lames fabriquées par les fèvres-couteliers. Ils travaillaient les bois durs, l'os, l'ivoire.
Boitiers, feseeurs de serreures a boites
Les serruriers de cuivre, appelés aussi "boîtiers" (titre XIX), fabriquaient de petites serrures pour des meubles, coffres et objets de prix : écrins, étuis à bijoux, étuis contenant des hanaps (petits vases).
Bateurs d’archal
Bateurs d’estain
Les batteurs d'archal (titre XX) ou d'étain (titre XXXII) réduisaient le métal en feuilles minces. L'archal était un alliage très répandu au Moyen Âge, sans doute proche du cuivre ou du laiton, mais dont ne connaît plus la composition. 
Ouvriers de toutes menues ouevres qu'on fait d'estain ou de plom
Les ouvriers d'étain (titre XIV) fabriquaient des menus objets en étain ou en plomb : sonnettes, anneaux...
Traifiliers de fier
Traifiliers d’archal
Les tréfiliers de fer (titre XXIII) et d'archal (titre XXIV) étiraient le métal en fils.
Fondeurs et molleurs
Les fondeurs-mouleurs (titre XLI) fabriquaient des boucles, anneaux, sceaux et cachets de fantaisie... Le travail de la fonte et du moulage des métaux n'était pas spécialisé : tous les ouvriers sur métaux réalisaient ces opérations.
Lampiers
Les lampiers (titre XLV) fabriquaient des chandeliers et lampes en cuivre.
Boucliers de fier
Les boucliers de fer (titre XXI) fabriquaient des boucles de fer.
Boucliers d'archal, de quoivre et de laiton
Attacheurs
Les boucliers d'archal, de cuivre et de laiton (titre XXII) et les cloutiers-attacheurs (titre XXV) fabriquaient des boucles, clous, mordants et plaques à mettre sur les ceintures ou les courroies faites par les corroyeurs.
Fremailliers de laiton
Les fermaillers (titre XLII) fabriquaient des agrafes ou crochets, dont on ornait les vêtements, des fermoirs à livres, des anneaux et des boucles.
Patenostriers, faiseurs de boucletes a soulers et de noyaux a robe
Les patenôtriers de boucles (titre XLIII) fabriquaient des boucles de souliers en métal, des noyaux ou boutons de robe en os, en corne, en ivoire.
Espingliers
Les épingliers (titre LX) fabriquaient des épingles.

#### Objets divers de fantaisie
Gaaigniers de fouriaux
Les gainiers-furreliers (titre LXV) fabriquaient des fourreaux en cuir bouilli, des carquois, des écrins pour des bijoux ou des vases précieux. Ils ne pouvaient employer que des cuirs de bœuf, vache, veau, cheval ou âne. 
Garniseurs de gaaines, feiseurs de viroles, de heus et de coispeaus de laiton, d'archal et de quoivre
Les garnisseurs de gaines (titre LXVI) garnissaient les gaines et les fourreaux de viroles, "heus" (poignées), "coispeaus" (pommeaux), en laiton, archal ou cuivre.
Pingniers et lanterniers
Les peigners-lanterniers (titre LXVII) travaillaient le bois et la corne pour fabriquer des peignes ou des lanternes.
Tabletiers, qui font tables a escrire
Les tabletiers (titre LXVIII) travaillaient l'ivoire, la corne ou le bois dur (hêtre, buis, cèdre, ébène, brésil, cyprès) pour fabriquer de minces plaquettes enduites d'une couche de cire, sur laquelle on pouvait écrire avec un stylet et qu'on portait suspendues à la ceinture.
Deiciers
Les déciers (titre LXXI) travaillaient le bois, l'os, la corne, l'ivoire pour fabriquer des dés à jouer.
Boutonniers et deyciers d'archal, de quoivre et de laiton
Les boutonniers et déciers d'archal (titre LXXII) fabriquaient des boutons en archal, cuivre ou laiton, et des dés à coudre.

#### Armures
Haubergiers
Les haubergiers (titre XXVI) fabriquaient des armures en métal : hauberts et cottes de mailles.
Archiers
Les archiers (titre XCVIII) fabriquaient des arcs, flèches et arbalètes.
Fourbisseurs
Les fourbisseurs (titre XCVII) montaient et garnissaient les épées, dagues, lances, piques…

### Etoffes et habillement

#### Soie
Fillerresses de soye a grans fuiseaus
Fileresses de soie a petiz fuiseaux
Les fileresses de soie à grands fuseaux (titre XXXV) et à petits fuseaux (titre XXXVI) dévidaient, filaient, doublaient et retordaient la soie pour la préparer au tissage.
Laceurs de fil et de soie
Les laceurs de fil de soie (titre XXXIV) faisaient des lacs (cordons) ou rubans (pour flotter sur les harnais, fixer les sceaux de cire...) ainsi que des bandes ou lacets plats ("coutouères").
Crespiniers de fil et de soie
Les crépiniers (titre XXXVII) étaient des fabricants de passementerie de fil et de soie. Ils faisaient des coiffes, des taies d'oreiller, des pavillons ou rideaux pour les autels.
Ouvrieres de tissuz de soie
Les ouvrières de tissus de soie (titre XXXVIII) ourdissaient et tissaient la soie pour fabriquer des tissus de soie : galons, rubans, étoffes dont on faisait des ceintures, des jarretières...
Tesserandes de queuvrechiers de soie
Les tisserandes de soie (titre XLIV) ourdissaient et tissaient la soie pour en faire des couvre-chefs ou une étoffe de doublure appelée "penne".
Ouvriers de draps de soye et de veluyaus et de boursserie en lice
Les drapiers de soie (titre XL), le métier le plus important dans l'industrie de la soie, fabriquaient des draps, velours et bourserie (étoffes de damas ou de velours dont on fabriquait les bourses et aumônières).

#### Drap et lainage
Toisserans de lange
Les tisserands de lange (titre L) étaient fabricants de draps de laine. Ils étaient également marchands et vendaient leurs étoffes, en boutique pendant la semaine, aux Halles en Champeaux les jours de marché. L'industrie de la laine (tapissiers, foulons, teinturiers) était contrôlée par les tisserands.
Tapissiers de tapiz sarrasinois
Les tapissiers sarrasinois (titre LI) faisaient des tapis épais, à la mode des tapis d'Orient.
Tapissiers nostrez
Les tapissiers nostrés (titre LII) fabriquaient des tapis qui étaient probablement, à l'inverse des précédents, ras et lisses (le sens du terme "nostré", qui cesse d'être utilisé dans le courant du XIVe siècle, n'est pas certain). Les tapissiers ne devaient utiliser que du fil de laine et, pour le canevas et les bordures, du fil de lin et de chanvre.
Foulons
Les foulons (titre LIII) assuraient le foulage des draps.
Tainturiers
Les teinturiers (titre LIV) assuraient la teinture des draps. Les tisserands de lange étant autorisés à teindre, les querelles entre les deux métiers étaient incessantes.

#### Toiles
Liniers
Les liniers (titre LVII) achetaient du lin pour le revendre après avoir assuré les préparations qui le rendaient bon à filer.
Marchans de chanvre et de fil
Les marchands de chanvre et de fil (titre LVIII) étaient, semble-t-il, des intermédiaires entre les producteurs et les tisserands.
Chanevaciers
Les chanevaciers (titre LIX) vendaient, aux Halles en Champeaux, les toiles ("chanevas" ou "canevas") fabriquées principalement en Normandie et en Flandres.
Cordiers
Les cordiers (titre XIII) fabriquaient des cordes, des câbles pour les bateaux... Ils utilisaient le lin, le chanvre, le fil de soie, l'écorce de tilleul filé, les poils de chèvre.

#### Vêtements
Braaliers de fil
Les braliers de fil (titre LXXIII) faisaient des braies, vêtements qui couvraient le corps des genoux jusqu'à la ceinture. Les braies étaient en fil, en soie ou en cuir.
Chauciers
Les chaussiers (titre LV) faisaient des chauces, partie du vêtement qui couvraient le bas ou le haut des jambes (bas de chausses et haut de chausses). Elles étaient en toile ou en soie.
Tailleurs de robes
Les maîtres tailleurs de robes (titre LVI) assuraient la coupe des tissus, les travaux de couture étant exécutés par des valets.
Chapeliers de feutre
Les chapeliers de feutre (titre XCI) fabriquaient des chapeaux en aignelin, ou laine d'agneau, portés par les hommes.
Chapeliers de coton
Les chapeliers de coton (titre XCII) faisaient des gants, des bonnets, des mitaines en laine mélangée de coton (le coton était à l'époque extrêmement rare).
Fourreurs de chapeaus
Les fourreurs de chapeaux (titre XCV) rembourraient d'étoupe et de laine les chapeaux.
Chappelliers de fleurs'
Les chapeliers de fleurs (titre XC), métier exercé par les femmes, allaient chercher des fleurs dans les jardins de la banlieue, les tressaient en couronnes et les vendaient en ville (l'usage de se couronner de fleurs était très à la mode).
Chapeliers de paon
Les chapeliers de paon (titre XCIII) fabriquaient des chapeaux ornés de plumes de paon, parure des prélats et des grands seigneurs.
Fesserresse de chappeaux d'or et d'œuvres a un pertuis
Le métier de chapeliers d’orfrois (titre XCV) consistait à fabriquer des coiffures ornées de broderies enrichies de perles et de pierres précieuses. 
Merciers
Les merciers (titre LXXV) faisaient commerce de produits de luxe : étoffes, objets de toilette, ceintures, franges de robe, bourses, aumônières. Ils n'avaient pas le droit de fabriquer eux-mêmes, mais ils pouvaient enrichir les produits qu'ils vendaient de perles, de pierres précieuses, d'or ou d'argent.

#### Friperie
Frepiers
Les fripiers (titre LXXVI) vendaient du vieux : vêtements ou étoffes (draps, laines, toiles, feutres, cuir...). Ils prêtaient serment de ne rien acheter à des voleurs, ni à des gens inconnus rencontrés dans des tavernes, ni à des lépreux. Ils ne devaient acquérir aucun objet mouillé et sanglant dont ils ignoraient la provenance, ni aucun ornement d'église sauf s'il était réformé.

### Cuirs et peaux
Baudraiers, faiseurs de courroies
Les baudroyers (titre LXXXIII) assuraient les opérations de corroyage du cuir pour faire des courroies et semelles de soulier. Ils fournissaient les cuirs ainsi préparés aux courroyers, aux lormiers et aux merciers.

#### Chaussures et vêtements
Cordouanniers
Les cordonniers (titre LXXXIV) fabriquaient des chaussures de première qualité. Ils travaillaient de préférence le cordouan, le cuir préparé à la façon de Cordoue.
Çavetonniers de petiz soulers de basenne
Les savetonniers (titre LXXXV) faisaient des souliers en basane, ou peau de veau.
Çavetiers
Les savetiers (titre LXXXVI) fabriquaient les chaussures de la plus basse qualité.
Corroiers
Les courroyers (titre LXXXVII) fabriquaient des courroies et des ceintures à partir des cuirs préparés par les baudroyers (aussi dénommés corroyeurs, avec qui il ne faut pas les confondre). Les courroies et ceintures étaient ornées de clous, de plaques de métal, de piqûres en soie ou en fil.
Gantiers
Les gantiers (titre LXXXVIII) fabriquaient des gants de peau.
Boursiers
Les boursiers (titre LXXVII) fabriquaient divers objets en cuir, en particulier des bourses et des "braiers" (caleçons). Ils travaillaient le cuir de cerf, de cheval, de truie ou de vache.

#### Sellerie et harnachement
Seliers
Chapuiseurs
Blasonniers
Les selliers (titre LXXVIII) rembourraient, recouvraient et ornaient les selles, dont la charpente en chêne était fabriquée par les chapuiseurs (titre LXXIX). Les blasonniers (titre LXXX) fabriquaient les garnitures de selles en cuir.
Lormiers
Les lormiers (titre LXXXII) fabriquaient des rênes, guides et courroies, en coupant et cousant des bandes de cuir qu'ils ornaient de plaques de métal.
Borreliers
Les bourreliers (titre LXXXI) fabriquaient les colliers de cuir destinés au harnachement des chevaux de trait, qu'ils rembourraient de poil ou d'étoupe.

### Bâtiment
Charpentiers
Le titre XLVII, sous l'intitulé de charpentiers, traite de tous les ouvriers qui travaillaient le bois avec des outils. Sont cités : les charpentiers-grossiers (fabricants de charpentes) ; les huchiers (faiseurs de huches et de coffres) ; les huissiers (fabricants de portes) ; les tonneliers (fabricants de tonneaux) ; les charrons (fabricants de chars à deux et quatre roues, de charrettes, de jantes, de rais et de moyeux pour les roues, d'essieux, de brancards et de timons, selon les précisions apportées par Jean de Garlande dans son Dictionnaire) ; les cochetiers (fabricants de coches d'eau) ; les "feseurs de nez" (fabricants de bateaux) ; les tourneurs ; les lambrisseurs ; les couvreurs de maisons.
Maçons, tailleurs de pierre, plastriés et morteliers
Le titre XLVIII traite des autres ouvriers du bâtiment : maçons ; tailleurs de pierre ; plâtriers ; mortelliers (sans doute chargés de la confection des ciments et des mortiers, mais peut-être également tailleurs de pierre).

### Métiers divers
Faniers et courratiers de foin
Le titre LXXXIX regroupe les feiniers (marchands de foin), les courtiers et les porteurs (qui parcouraient la ville avec une botte de foin pour crier le prix et l'adresse des vendeurs).
Chandeliers
Les chandeliers (titre LXIV) fabriquaient et vendaient des chandelles de suif.
Potiers d’estain
Esculliers
Potiers de terre
La vaisselle commune était faite en étain, en terre ou en bois. Elle était fabriquée par les potiers d'étain (titre XII) ou de terre (titre LXXIV), les écuelliers (titre XLIX) travaillant le bois.
Estuveurs
Les étuveurs (titre LXXIII) tenaient les établissements de bains : bains de vapeur (étuves) et bains d'eau tiède.
Cirurgiens
Le titre XCVI traite des chirurgiens, soumis à une surveillance particulière du fait des compétences requises pour exercer, mais aussi pour s'assurer du respect de la règle leur interdisant de donner des soins en secret à toute personne susceptible d'avoir affaire à la justice.

## L’organisation des métiers
Les statuts décrits par chacune des communautés de métiers sont très divers. Le cadre général paraît avoir été le même pour tous, mais les rédacteurs ont, selon les métiers, pris des partis très différents, les uns donnant de longues explications, les autres s'en tenant à des textes très concis. Leur lecture permet toutefois de décrire les règles générales de l'organisation des métiers à Paris au XIIIe siècle.

### Le corps de métier ou la communauté ouvrière
Les communautés de métiers étaient des associations d'individus ayant le droit d'exercer un métier industriel. Elles étaient composées de maîtres, d'apprentis, de valets (ouvriers) engagés sous serment à respecter les règlements et l'autorité des Jurés. Nul ne pouvait exercer un métier sans être admis dans la communauté qui en avait le monopole.
Parmi les métiers, les uns étaient francs : pour accéder à la maîtrise, il suffisait de justifier de ses capacités et de prêter serment. Les autres s'achetaient : on ne pouvait devenir maître sans avoir payé un droit fixé tantôt par les règlements, tantôt par le grand maître du métier (certaines communautés ouvrières étant considérées comme une propriété, donnée par le roi aux grands officiers de la Cour).

### La confrérie
La solidarité entre gens de métiers s'organisaient au sein des confréries, bientôt constituées en associations religieuses et charitables. Les statuts constituant le Livre des Métiers en parlent peu. Mais ils évoquent l'existence de caisses de secours, alimentées par une partie des droits d'entrée et des amendes, et administrées par les Jurés. Ces caisses de secours permettaient d'offrir une assistance aux enfants orphelins de gens du métier (par exemple, chez les courroyers) ou un accès gratuit à l'apprentissage à des enfants pauvres (statuts des selliers) ou encore de verser des secours à des vieillards du métier tombés dans la pauvreté.
Certaines confréries faisaient aussi œuvre de charité : don des vivres confisquées (pain, poissons, viandes, vin, cervoise) aux hôpitaux et aux prisons ; dîner offert chaque année aux pauvres de l'Hôtel-Dieu, le jour de Pâques, par la riche confrérie des orfèvres.

### Les apprentis
Tous les statuts accordaient une place importante à l'apprentissage. Seuls les mesureurs, les jaugeurs, les crieurs de vins, les fripiers et, plus curieusement, les boulangers ne mentionnaient pas d'apprentis.
L'apprentissage était ouvert aux enfants du maître (parfois de sa parentèle), quel qu'en soit le nombre. S'il était issu d'un autre milieu, les statuts n'autorisaient en général qu'un seul apprenti par atelier. Toutefois, les haubergiers, les archiers, les barilliers, les imagiers ne connaissaient pas cette limitation.
La durée minimum de l'apprentissage était strictement réglementée. Elle variait selon les métiers, sans lien immédiat avec la difficulté du travail. Elle était, par exemple, de douze ans chez les tréfiliers d'archal, et de moitié chez les batteurs d'archal.
L'entrée en apprentissage supposait le versement d'un prix, somme d'argent versée au maître à titre d'indemnité et de garantie pour les premiers frais d'entretien et d'instruction. Seuls certains métiers (les charpentiers, les braliers de fil) acceptaient d'en échelonner le paiement. Devait aussi être versé un droit d'entrée à la caisse de la confrérie quand elle existait.
Durée de l'apprentissage et prix étaient fixés par un marché, qui scellait l'accord des parties en présence d'un ou deux Jurés et de plusieurs maîtres. Il est probable que la forme en restait le plus souvent orale. Les Jurés, avant de conclure un marché, devaient s'assurer des capacités du maître et de sa solidité financière. Ils vérifiaient aussi qu'il y avait au moins un valet (un ouvrier) qui travaillait auprès du maître, afin de garantir que l'apprenti ne resterait jamais seul à travailler, qu'il serait en permanence dirigé et contrôlé.
Maître et apprenti étaient tenus par le marché, qui ne pouvait être résilié que par exception. Même si l'apprenti s'enfuyait de l'atelier - cas suffisamment fréquent pour être souvent prévu par les statuts - le contrat n'était pas immédiatement rompu. Il fallait trois escapades pour mettre fin à l'apprentissage chez les couteliers, un an et un jour d'absence chez les patenôtriers ou les drapiers. Le marché pouvait aussi être rompu avant son terme par la cession, qui conduisait l'apprenti à changer de maître et qui était strictement réglementée ou par le rachat, qui permettait à l'apprenti, en accord avec le maître, de se libérer par anticipation. 
Le terme de la période d'apprentissage était formalisé par un serment par lequel l'apprenti, accompagné de son maître, et devant les Jurés, attestait qu'il avait accompli le temps exigé selon les règles. Seuls quelques statuts du Livre des Métiers prévoient un examen des capacités, par exemple les cordonniers, les tailleurs de robe, les drapiers de soie. Le chef-d'œuvre n'est mentionné que dans les statuts des chapuiseurs. Peut-être était-il d'usage dans d'autres professions, mais sans avoir à cette époque la place qu'il aura plus tard.

### Les valets
Le personnel des ateliers était constitué de valets, que l'on pourrait appeler ouvriers si ce terme n'était utilisé dans le Livre des Métiers pour désigner les gens de métier en général, maîtres et valets. Les statuts ne mentionnent pas de limite au nombre des valets par atelier.
Pour être admis dans la communauté, les valets devaient avoir accompli leur apprentissage et prêter serment de travailler constamment selon les règlements du métier. Leurs rapports avec les maîtres étaient réglés par un contrat de louage, pour un temps et un prix fixés à l'amiable. Le temps pouvait être la semaine, le mois, la demi-année, l'année... Les valets pouvaient aussi se louer à la journée, en se présentant chaque matin sur au lieu-dit de l'Aigle, situé près de la porte Saint-Antoine, ou au carrefour des Champs (lieu-dit mal identifié) ou encore à la maison de la Converse, au chevet de Saint-Gervais. Les statuts ne donnent aucun renseignement sur les salaires.
Maîtres et valets appartenaient à la même communauté de métier, sauf les dispositions propres à certains règlements : les tisserands avaient des valets teinturiers ; les courroyers des valets boucliers.

### Les maîtres
Pour devenir maître, il était nécessaire de disposer des capacités requises par le métier et d'un capital suffisant pour faire fonctionner un atelier : "por tant qu'il sache le metier et ait de coi" disent les statuts des tréfiliers.
Mais il était surtout nécessaire d'obtenir l'assentiment des Jurés et des maîtres du métier, qui jugeaient souverainement des candidatures à la maîtrise. Dans plusieurs communautés, seules les candidatures de fils de maîtres étaient acceptées.
On devenait maître en prêtant serment en présence des membres de la communauté, Jurés, maîtres et valets. Chaque métier avait, pour cette réception, ses traditions. On ne connaît dans le détail que la cérémonie de réception des boulangers, qui est décrite dans leurs statuts.
Le plus grand nombre des métiers (les trois quarts de ceux du Livre des Métiers) étaient francs. Les autres s'achetaient, et il fallait verser le prix au grand maître du métier, qui était en général un seigneur. Certains règlements (les braliers de fil, les chaussiers) exemptaient de ce paiement les fils de maîtres.
La qualité de maître était attaché à la possession d'un atelier. Si de mauvaises affaires le conduisaient à vendre son fonds, il n'avait d'autre solution que de se louer comme valet dans un autre atelier. Cette situation n'était pas rare et on apprend, dans les statuts des chaussiers, que trente-cinq maîtres de cette communauté avaient du se placer comme valets.

### Les jurés
Le fonctionnement régulier des communautés de métiers était assuré par des Jurés (ce terme de "Jurés" est le plus souvent employé par les statuts, mais ils sont aussi dénommés "Garde du métier" ou "Prud'hommes élus"). Ils veillaient à la bonne application des règles relatives à l'apprentissage et au métier et disposaient pour cela d'un pouvoir d'inspection.  Ils assuraient la gestion de la caisse de secours. Ils étaient en même temps chargés, par le pouvoir royal, de faire exécuter les lois civiles.
Le mode de nomination variait selon les métiers. Quand un seigneur de la Cour était grand maître d'un métier, il désignait les Jurés : il en était ainsi pour les boulangers (par le Panetier royal) ; les métiers de la serrurerie (par le Maître Maréchal) ; les cordonniers (par le Grand Chambellan) ; les charpentiers et maçons (par le Maitre Charpentier royal, bien qu'il ait été lui-même non un seigneur, mais un homme de métier choisi par le roi). Dans quelques métiers, par exemple les orfèvres, les Jurés étaient élus par les maîtres. Dans le cas le plus général, mais les statuts ne sont pas clairs sur ce point, il semble que les Jurés aient été proposés par les maîtres au choix du Prévôt de Paris, qui avaient le pouvoir de les investir et de les destituer.
Dans presque tous les métiers, les Jurés étaient des maîtres. Quelques rares métiers, par exemple les foulons de drap ou les épingliers, admettaient des valets comme Jurés.
Le nombre des Jurés pouvait aller de douze, chez les boulangers ou les regrattiers à un seul chez les serruriers de laiton ou les chapeliers de fleurs. La plupart des métiers en comptaient deux ou trois.
Les nouveaux Jurés prêtaient serment de garder le métier. Leur mandat pouvait être très long : trois ans chez les orfèvres.  Mais, le plus souvent, il était d'une année. Ces fonctions occupaient un temps important. Elles n'étaient indemnisées que par un prélèvement sur les amendes. Aussi certains statuts (les tabletiers, les selliers) prévoyaient-ils, en complément, une contribution prélevée sur les maîtres.

### Les infractions et les amendes
Les Jurés devaient s'assurer du respect des règlements touchant l'apprentissage, le louage des valets, le travail de nuit, le chômage, les impôts ou redevances. Mais ils devaient surtout vérifier, dans leurs inspections, la qualité des produits, détecter les malfaçons et contrefaçons. Cette préoccupation était si forte que les maîtres et valets devaient prêter serment de dénoncer les déviants.
L'infraction était sanctionnée par la confiscation des objets falsifiés, qui étaient souvent détruits, et par le paiement d'amendes, dont le montant était fixé dans les statuts. Un grand nombre de métiers fixait le montant de l'amende à cinq sous. Mais elle pouvait monter à vingt sous (chez les cervoisiers, les charpentiers, les tisserands, les teinturiers, les selliers, les feiniers), voire soixante sous (chez les ouvriers de draps de soie) ou quatre-vingts sous (chez les patenôtriers de corail). La plus grande partie des amendes revenait au roi. Un cinquième de la somme, en général, revenait aux Jurés.

### La règlementation du travail
Pour l'essentiel, les statuts ne traitent de la règlementation du travail que pour évoquer les jours et les heures travaillées.
Sur la durée quotidienne, la seule règle clairement édictée dans les statuts est l'interdiction du travail de nuit. Elle était d'abord motivée par une considération pratique : la lumière artificielle ne permettait pas de faire du bel ouvrage. Mais elle avait surtout pour fondement la crainte que la nuit ne soit propice aux malfaçons et contrefaçons. L'usage était non seulement de travailler de jour, mais aussi dans un atelier ouvert sur la rue, sous l'œil des passants.
Quelques métiers autorisaient toutefois le travail de nuit, par exemple les barilliers, les archiers, les imagiers. Il en allait de même des orfèvres, des haubergiers, des tailleurs de robes, des cordonniers quand ils devaient répondre à une commande du roi, de la reine, des princes de sang, de l'évêque de Paris, des grands officiers de la Cour. Il était aussi toléré de prolonger la journée quand un travail était urgent : ainsi pour les fourreurs de chapeaux, les tailleurs de robe, les lormiers, quand on leur passait commande du soir pour le lendemain.
Les statuts ne sont pas toujours explicites sur la durée quotidienne. D'une manière générale, le travail devait commencer avec le lever du jour et se terminer durant le "charnage" à vêpres, c'est-à-dire vers six heures, et durant le "carême" à complies c'est-à-dire vers neuf heures. Le "charnage" désigne la période des jours courts, depuis la Saint-Rémi (le 9 octobre) jusqu'au dimanche des Brandons (premier dimanche de carême). Le "carême" désigne la période des jours longs (et va donc bien au-delà de Pâques). Certains statuts affichaient des règles différentes : par exemple, les patenôtriers de corail et les chapelières d'orfroi réglaient leurs heures de travail sur la lumière du jour.
Tous les jours n'étaient pas travaillés. Il était interdit de travailler les dimanches, les jours de fêtes religieuses, les jours de fêtes des saints patrons de la confrérie. La veille de ces jours, le travail se terminait plus tôt.

### Le commerce
De nombreux statuts réglementaient strictement les opérations d'achat et de vente. Ceux des tisserands, des teinturiers, des foulons interdisaient, par exemple, toute association de maîtres permettant d'accaparer les fournitures ou de peser sur les prix. Les regrattiers, les poulailliers, les poissonniers ne devaient s'approvisionner que sur la place du marché. Il existait aussi un droit de partage qui permettait à un maître d'intervenir dans le marché conclu par un autre maître du même métier et d'obtenir, au prix que ce dernier venait de négocier, la moitié des approvisionnements qu'il se procurait. Ce droit de partage est décrit dans plusieurs statuts, dont ceux des chapuiseurs. Il devait exister dans la plupart des communautés.
Les opérations de courtage sont rares dans le Livre des Métiers. Elles consistaient principalement à parcourir la ville et à crier le prix d'une marchandise en en présentant un échantillon : bottes de foin pour les courtiers de foin ; broc de vin pour les crieurs de vin. On voit, à lire les statuts de ces derniers, qu'ils avaient aussi pour rôle de contrôler les débits de boissons pour le compte des échevins.
Les opérations de colportage faisaient l'objet d'une grande défiance de la part des communautés de métiers, qui y voyaient la possibilité de mettre en vente des produits contrefaits. En général, les statuts n'autorisaient qu'un seul colporteur par atelier, et ce devait être souvent le maître lui-même ou sa femme.
Sauf le colportage, la vente de tous les objets devaient se faire à l'atelier. Mais les vendredis et samedis, tous les marchands devaient fermer boutique et se rendre aux Halles en Champeaux. Ils devaient ainsi payer au roi des droits supplémentaires d'étalage et de tonlieu (par exemple les tisserands versaient deux deniers pour la vente d'un drap entier dans leur boutique et six deniers pour une vente aux Halles). Seules quelques professions, tels les boucliers, les cloutiers-attacheurs, les fermaillers, les fondeurs, les chapeliers de coton, affirmaient n'avoir aucune obligation en ce sens et ne se rendre aux Halles que selon leur volonté.

### Les impôts, droits et redevances
Les impôts, droits et redevances dus par les métiers font l'objet de la deuxième partie du Livre des Métiers.
Des anciens usages féodaux, subsistaient des redevances en nature. Par exemple, les marchands de foin devaient, à toute entrée du roi dans Paris, une botte de foin nouveau, les maréchaux-ferrants étaient astreints aux "fers du roi", c'est-à-dire à ferrer les chevaux de selle de la Cour. Ces redevances tendaient toutefois à disparaître pour être converties en redevances en espèces : ainsi des "fers du roi", auxquels se substitue le versement de six deniers par maitre au jour de la Pentecôte. 
Les "droictures et coustumes, péages et redevances" que devaient les métiers étaient multiples, difficiles à recouvrer, et pouvaient donner lieu à de nombreuses fraudes. Ainsi en était-il du "tonlieu", qui fait l'objet de vingt titres dans la seconde partie du Livre des Métiers. Le "tonlieu" était le véritable impôt de commerce : à chaque vente d'une marchandise quelconque, marchand et acheteur devaient l'un et l'autre un droit proportionné à la quantité vendue. 
Certains métiers obtinrent d'être exemptés de tonlieu et d'une multitude de droits contre le paiement annuel d'une redevance unique, le hauban. En bénéficiaient les métiers suivants : boulangers, regrattiers de pain, regrattiers de sel, bouchers, pêcheurs de l'eau du roi, maréchaux, baudriers, boursiers, tanneurs, pelletiers, gantiers, foulons, fripiers. Au sein de ces métiers, tous les maîtres n'étaient cependant pas "haubaniers", qualité qui supposait d'avoir obtenu en outre une autorisation personnelle.

### Le guet ou garde de nuit
Pour assurer la sécurité des rues la nuit, une milice d'une soixantaine de personnes était convoquée chaque jour : cette milice était constituée de maîtres des métiers tenus à l'obligation du guet qui, appelés à tour de rôle, se présentaient au Grand Châtelet à la tombée de la nuit pour y être répartis entre plusieurs patrouilles. Le guet durait jusqu'au lever du soleil où un agent du Châtelet "cornait la fin du guet". Il était obligatoire jusqu'à l'âge de soixante ans.
Les Jurés étaient exemptés du guet durant le temps de leur fonction.
Certains métiers l'étaient en permanence. Les orfèvres, barilliers, haubergiers, imagiers, sculpteurs, archiers, chapeliers de paon, merciers, se disant établis pour servir le roi, l'Église, les chevaliers et gentilshommes, étaient parvenus à s'affranchir de multiples obligations : outre celle du guet, de l'interdiction du travail de nuit et des fêtes ou de la limitation du nombre d'apprentis. Les jaugeurs, crieurs et mesureurs, qui ne tenaient pas boutique, ne devaient pas non plus le guet.
La charge du guet pesait uniquement sur les maîtres, qui n'avaient pas le droit de se faire représenter par des valets. Aussi les statuts du Livre des Métiers contiennent-ils la revendication de plusieurs métiers d'être exemptés du guet, arguant soit de la clientèle qu'ils servaient (par exemple, les cristalliers et joailliers, reprenant les arguments des orfèvres), soit d'une exemption coutumière (par exemple, les morteliers et tailleurs de pierre, prétendant avoir été exemptés du guet depuis Charles Martel).

### Les juridictions ou les justices
Les justices et juridictions devaient constituer la troisième partie du Livre des Métiers, qui n'a jamais été rédigée ou a été perdue. Au travers des mentions sur les droits de justice que contiennent les statuts, il est toutefois possible d'approcher cette question.
L'administration des communautés ouvrières, l'inscription de leurs règlements, la ratification de la nomination de leurs Jurés, la perception des amendes, le jugement des cas les plus graves revenaient au Prévôt de Paris, agissant au nom du roi.
Le roi avait toutefois concédé certains métiers à la Prévôté des Marchands, qui possédait les trois métiers de mesureurs, crieurs de vin et jaugeurs.
D'autres communautés avaient été accordées par le roi à de grands seigneurs de la Cour : ce sont les Grandes Maîtrises, qu'Étienne Boileau nomme les Justices. Les Grands Maîtres nommaient en général les Jurés, percevaient le prix d'achat des métiers et les amendes, pouvaient selon les métiers disposer de revenus spéciaux ou de divers privilèges. Le Maréchal Royal était grand maître et justicier des ouvriers en fer, fèvres, couteliers, serruriers. Le Chambrier Royal possédait le métier des fripiers, une partie de celui des gantiers, et partageait avec le Grand Chambellan les métiers de cordonniers et de savetonniers. Le Grand Chambellan partageait avec le Connétable de France le métier des selliers. Les Ecuyers Royaux avaient le métier des savetiers.
Parmi le personnel attaché à la maison du roi, le Charpentier avait l'administration et la justice sur tous les ouvriers travaillant le bois. Le Maître Maçon avait les mêmes droits sur les maçons, plâtriers, mortelliers et tailleurs de pierre. Le Maître Queux avait un droit de surveillance sur des métiers liés au commerce des vivres.